# Celianella montana
Celianella es un género monotípico de plantas con flores perteneciente a la familia Phyllanthaceae. Su única especie, Celianella montana Jabl., Mem. New York Bot. Gard. 12(3): 178 (1965), es originaria del sur de Venezuela.